# یاقوت کبود (مجموعه تلویزیونی)
یاقوت کبود (به ترکی استانبولی: Safir) مجموعۀ تلویزیونی در ژانر درام ساخت ترکیه تولید اِن‌تی‌سی مدیا است که اولین قسمت آن در ۴ سپتامبر ۲۰۲۳ به کارگردانی سمیه باغچی و نویسندگی بورجو اُوِر منتشر شد. ایلهان شن، اوزگه یاغیز و بوراک برکای آکگل نقش‌های اصلی را ایفا می‌کنند. این مجموعۀ تلویزیونی پس از پخش ۲۶ قسمت  در ۲۶ فوریه ۲۰۲۴ به پایان رسید.

## خلاصۀ داستان
در منطقه کاپادوکیه، خانواده گل‌سوی زمانی که آتش، پسر ارشد خانواده، به دلیل بیماری مادرش از آمریکا برمی‌گردد، دوباره کنار‌هم جمع می‌شوند. قرار است که آتش، یامان و اوکان برای ارج نهادن به میراث پدربزرگ‌شان، کسب‌و‌کار خانوادگی‌شان را به دست بگیرند. یامان و فرایه (دختری که خانواده‌اش در عمارت خانواده گل‌سوی خدمتکار هستند) عمیقاً عاشق همدیگر هستند و از کودکی عشق‌شان را از همه پنهان کرده‌اند. یامان تصمیم می‌گیرد عشق خود و فرایه را به همه اعلام کند و قصد خواستگاری از او را دارد، اما یک حادثه غم‌انگیز در روز تولد فرایه برنامه‌های آنها را به هم می‌زند. با آشکار‌شدن رازها، خانواده با خطر، انتقام و تصمیمات غیرمنتظره‌ای روبرو می‌شود. از سوی دیگر، آتش، هم دشمنان جدیدی پیدا می‌کند و با تصمیم غیرمنتظره‌ای که برای محافظت از خانواده‌اش و همه کسانی که دوستشان دارد می‌گیرد، با برادرش روبرو می‌شود. در نهایت آتش عاشق فرایه می‌شود و با او ازدواج می‌کند.

## بازیگران و شخصیت‌ها

### شخصیت‌های اصلی
| بازیگر           | شخصیت              | قسمت‌ها |
| ---------------- | ------------------ | ------ |
| ایلهان شن        | آتش گل‌سوی          | ۱-۲۵   |
| اوزگه یاغیز      | فرایه ییلماز گل‌سوی | ۱-۲۶   |
| بوراک برکای آکگل | یامان گل‌سوی        | ۱-۲۶   |

### شخصیت‌های مکمل
| بازیگر            | شخصیت             | قسمت‌ها |
| ----------------- | ----------------- | ------ |
| گیزم کاراجا       | گونش              | ۱۵-۲۵  |
| ایپک توزکو‌اوغلو   | گلفم گل‌سوی        | ۱-۲۳   |
| ارکان بکتاش       | ورال باکیرجی‌اوغلو | ۱-۲۵   |
| مفید کایاجان      | عمر گل‌سوی         | ۱-۲۶   |
| نور یازار         | جمیله ییلماز      | ۱-۲۶   |
| کان بارتو ارسلان  | اوکان گل‌سوی       | ۱-۲۶   |
| گیزم سویم         | آلینا گل‌سوی       | ۱-۲۶   |
| منیر کان سیندوروک | چتین ییلماز       | ۱-۲۶   |
| سرداربرداناجی     | محسن ییلماز       | ۱-۲۶   |
| سودا بس           | نسرین ییلماز      | ۱-۲۶   |
| سلین ایشیک        | باده باکیرجی‌اوغلو | ۱-۲۶   |
| افه تاشدلن        | بورا باکرجی‌اوغلو  | ۱-۲۶   |
| سرکان تاشتمور     | بشیر              | ۱-۲۶   |
| آلینا کالیسکان    | داملا             | ۱-۲۶   |
| ایلدا اوزگورل     | هازال             | ۱-۲۶   |
| آیچین اینچی       | شرمین             | ۱۱-۲۶  |

### شخصیت‌های پایان‌یافته
| بازیگر    | شخصیت | قسمت | توضیحات                                                                                                  |
| --------- | ----- | ---- | --- |
| رمزی ارگن | ملیح  | ۷    | او توسط ورال باکیرجی‌اوغلو کشته می‌شود و به خیال اینکه بورا به خاطر او به کما رفته است به دریاچه می‌اندازد. |

## نمای کلی قسمت‌ها
| فصل | قسمت‌ها | قسمت‌ها | تاریخ اصلی روی آنتن رفتن | تاریخ اصلی روی آنتن رفتن |
| فصل | قسمت‌ها | قسمت‌ها | اولین بار                | آخرین بار                |
| --- | ------ | ------ | ------------------------ | ------------------------ |
| ۱   | ۲۶     | ۲۶     | ۴ سپتامبر ۲۰۲۳           | ۲۶ فوریه ۲۰۲۴            |

## قسمت‌ها

### فصل ۱ (۲۰۲۳‐۲۰۲۴)
| قسمت             | کارگردان   | فیلم‌نامه‌نویس             | تاریخ انتشار    | رتبه بندی (جمع) | سفارش (جمع) | رتبه بندی (اتحادیه اروپا) | سفارش (اتحادیه اروپا) | رتبه بندی (ABC1) | سفارش (ABC1) |
| ---------------- | ---------- | ------------------------ | --------------- | --------------- | ----------- | ------------------------- | --------------------- | ---------------- | ------------ |
| ۱. قسمت          | سمیه باغچی | بورجو اُوِر، گل‌عابوس سمرجی | ۴ سپتامبر ۲۰۲۳  | 3.42            | 3.          | 2.16                      | 6.                    | 2.70             | 5.           |
| ۲. قسمت          | سمیه باغچی | بورجو اُوِر، گل‌عابوس سمرجی | ۱۱ سپتامبر ۲۰۲۳ | 3.95            | 2.          | 2.47                      | 6.                    | 3.12             | 5.           |
| ۳. قسمت          | سمیه باغچی | بورجو اُوِر، گل‌عابوس سمرجی | ۱۸ سپتامبر ۲۰۲۳ | 4.43            | 3.          | 2.96                      | 4.                    | 3.79             | 4.           |
| ۵. قسمت          | سمیه باغچی | بورجو اُوِر، گل‌عابوس سمرجی | ۲۵ سپتامبر ۲۰۲۳ | 4.40            | 2.          | 2.96                      | 4.                    | 3.78             | 5.           |
| ۵. قسمت          | سمیه باغچی | بورجو اُوِر، گل‌عابوس سمرجی | ۲ اکتبر ۲۰۲۳    | 4.51            | 4.          | 2.11                      | 13.                   | 3.50             | 7.           |
| ۶. قسمت          | سمیه باغچی | بورجو اُوِر، گل‌عابوس سمرجی | ۹ اکتبر ۲۰۲۳    | 4.67            | 2.          | 2.82                      | 8.                    | 4.18             | 5.           |
| ۷. قسمت          | سمیه باغچی | بورجو اُوِر، گل‌عابوس سمرجی | ۱۶ اکتبر ۲۰۲۴   | 5.31            | 1.          | 3.17                      | 5.                    | 4.35             | 4.           |
| ۸. قسمت          | سمیه باغچی | بورجو اُوِر، گل‌عابوس سمرجی | ۲۳ اکتبر        | 4.73            | 2.          | 2.71                      | 7.                    | 3.85             | 6.           |
| ۹. قسمت          | سمیه باغچی | بورجو اُوِر، گل‌عابوس سمرجی | ۳۰ اکتبر ۲۰۲۳   | 4.24            | 5.          | 2.41                      | 10.                   | 3.41             | 8.           |
| ۱۰. قسمت         | سمیه باغچی | بورجو اُوِر، گل‌عابوس سمرجی | ۶ نوامبر ۲۰۲۳   | 3.85            | 8.          | 1.96                      | 15.                   | 3.25             | 8.           |
| ۱۱. قسمت         | سمیه باغچی | بورجو اُوِر، گل‌عابوس سمرجی | ۱۳ نوامبر ۲۰۲۳  | 4.66            | 4.          | 2.64                      | .9                    | 3.42             | 8.           |
| ۱۲. قسمت         | سمیه باغچی | بورجو اُوِر، گل‌عابوس سمرجی | ۲۰ نوامبر ۲۰۲۳  | 3.76            | 9           | 1.73                      | .16                   | 2.82             | .12          |
| ۱۳. قسمت         | سمیه باغچی | اونور کوچال              | ۲۷ نوامبر ۲۰۲۳  | 4.68            | .5          | 2.16                      | .11                   | 3.46             | .9           |
| ۱۴. قسمت         | سمیه باغچی | نالان مرتر               | ۴ دسامبر ۲۰۲۳   | 4.51            | .6          | 1.81                      | .17                   | 3.96             | .8           |
| ۱۵. قسمت         | سمیه باغچی | نالان مرتر               | ۱۱ دسامبر ۲۰۲۳  | 4.59            | .3          | 2.32                      | .11                   | 3.69             | .8           |
| ۱۶. قسمت         | سمیه باغچی | نالان مرتر               | ۱۸ دسامبر ۲۰۲۳  | 3.68            | .9          | 1.73                      | .20                   | 2.74             | .16          |
| ۱۷. قسمت         | سمیه باغچی | نالان مرتر               | ۲۵ دسامبر ۲۰۲۳  | 3.26            | .10         | 1.45                      | .21                   | 2.57             | .15          |
| ۱۸. قسمت         | سمیه باغچی | نالان مرتر               | ۱ ژانویه ۲۰۲۴   | 4.42            | .5          | 2.18                      | .12                   | 3.31             | .5           |
| ۱۹. قسمت         | سمیه باغچی | نالان مرتر               | ۸ ژانویه ۲۰۲۴   | 3.57            | .8          | 1.63                      | .16                   | 3.10             | .9           |
| ۲۰. قسمت         | سمیه باغچی | نالان مرتر               | ۱۵ ژانویه ۲۰۲۴  | 4.08            | .8          | 1.93                      | .12                   | 2.80             | .10          |
| ۲۱. قسمت         | سمیه باغچی | نالان مرتر               | ۲۲ ژانویه ۲۰۲۴  | 3.01            | .15         | 1.42                      | .24                   | 2.08             | .18          |
| ۲۲. قسمت         | سمیه باغچی | نالان مرتر               | ۲۹ ژانویه ۲۰۲۳  | 2.56            | .15         | 1.18                      | .27                   | 1.91             | .17          |
| ۲۳. قسمت         | سمیه باغچی | نالان مرتر               | ۵ فوریه ۲۰۲۴    | 2.74            | .14         | 0.91                      | .32                   | 1.57             | .24          |
| ۲۴. قسمت         | سمیه باغچی | نالان مرتر               | ۱۲ فوریه ۲۰۲۴   | 2.88            | .13         | 0.88                      | .30                   | 2.14             | .15          |
| ۲۵. قسمت         | سمیه باغچی | نالان مرتر               | ۱۹ فوریه ۲۰۲۴   | 2.67            | .15         | 1.38                      | .20                   | 1.98             | .18          |
| ۲۶. قسمت (فینال) | سمیه باغچی | نالان مرتر               | ۲۶ فوریه ۲۰۲۴   | 2.36            | .16         | 0.71                      | .37                   | 1.56             | .22          |

## تولید و ساخت
شروع ساخت این مجموعۀ تلویزیونی در اوت ۲۰۲۳ از شبکه آتی‌وی اعلام شد و توسط شرکت فیلم‌سازی اِن‌تی‌سی مدیا در حال تولید است. نویسندگان این مجموعۀ تلویزیونی بورجو اُوِر و گل‌عابوس سمرجی هستند و همچنین کارگردانی آن را سمیه باغچی و نظارت بر تولید را مهمت ییعیت آلپ بر عهده دارد. مجموعۀ تلویزیونی یاقوت کبود در انتشار بین‌المللی به انگلیسی با عنوان قصه عشق پنهان (به انگلیسی: A Hidden Love Story) نیز شناخته می‌شود. فیلم‌برداری این مجموعه در کاپادوکیه ترکیه انجام شده‌است.

## جوایز و نامزدی‌ها
| سال  | عنوان جشنواره            | بخش/رشته                | نامزد(ها)         | نتیجه    | منبع        |
| ---- | ------------------------ | ----------------------- | ----------------- | -------- | ----------- |
| ۲۰۲۳ | ۴۹مین جوایز پروانه طلایی | بهترین مجموعهٔ تلویزیونی | یاقوت کبود        | نامزدشده | [ ۶ ] [ ۷ ] |
| ۲۰۲۳ | ۴۹مین جوایز پروانه طلایی | بهترین بازیگر مرد       | بوراک برکای آکگول | نامزدشده | [ ۶ ] [ ۷ ] |
| ۲۰۲۳ | ۴۹مین جوایز پروانه طلایی | بهترین کارگردان         | سمیه باغچی        | نامزدشده | [ ۶ ] [ ۷ ] |
| ۲۰۲۳ | ۴۹مین جوایز پروانه طلایی | بهترین فیلم‌نامه         | بورجو اُوِر         | نامزدشده | [ ۶ ] [ ۷ ] |

## پیوندها به بیرون
- یاقوت کبود در وبگاه رسمی آی‌تی‌وی
- یاقوت کبود در بانک اطلاعات اینترنتی فیلم‌ها (IMDb)
- یاقوت کبود در اینستاگرام
- یاقوت کبود در یوتیوب
- یاقوت کبود در توییتر
- یاقوت کبود در فیس‌بوکدرگاه:ترکیه